# 安田貴六
安田 貴六（やすだ きろく、1912年（大正元年）10月21日 - 1984年（昭和59年）10月9日）は、日本の政治家。自由民主党衆議院議員（当選4回）。

## 来歴・人物
福島県須賀川市出身。1932年福島県立安積中学校（現・福島県立安積高等学校）卒。北海道庁に入り、十勝、日高各支庁長、農務部長、副知事を歴任する。1969年の第32回衆議院議員総選挙で北海道5区から自民党公認で立候補して当選した。その後、経済企画、北海道開発、自治の各政務次官を務めた。1983年の第37回衆議院議員総選挙で落選。翌1984年に死去した。